# Hedwig Bollhagen

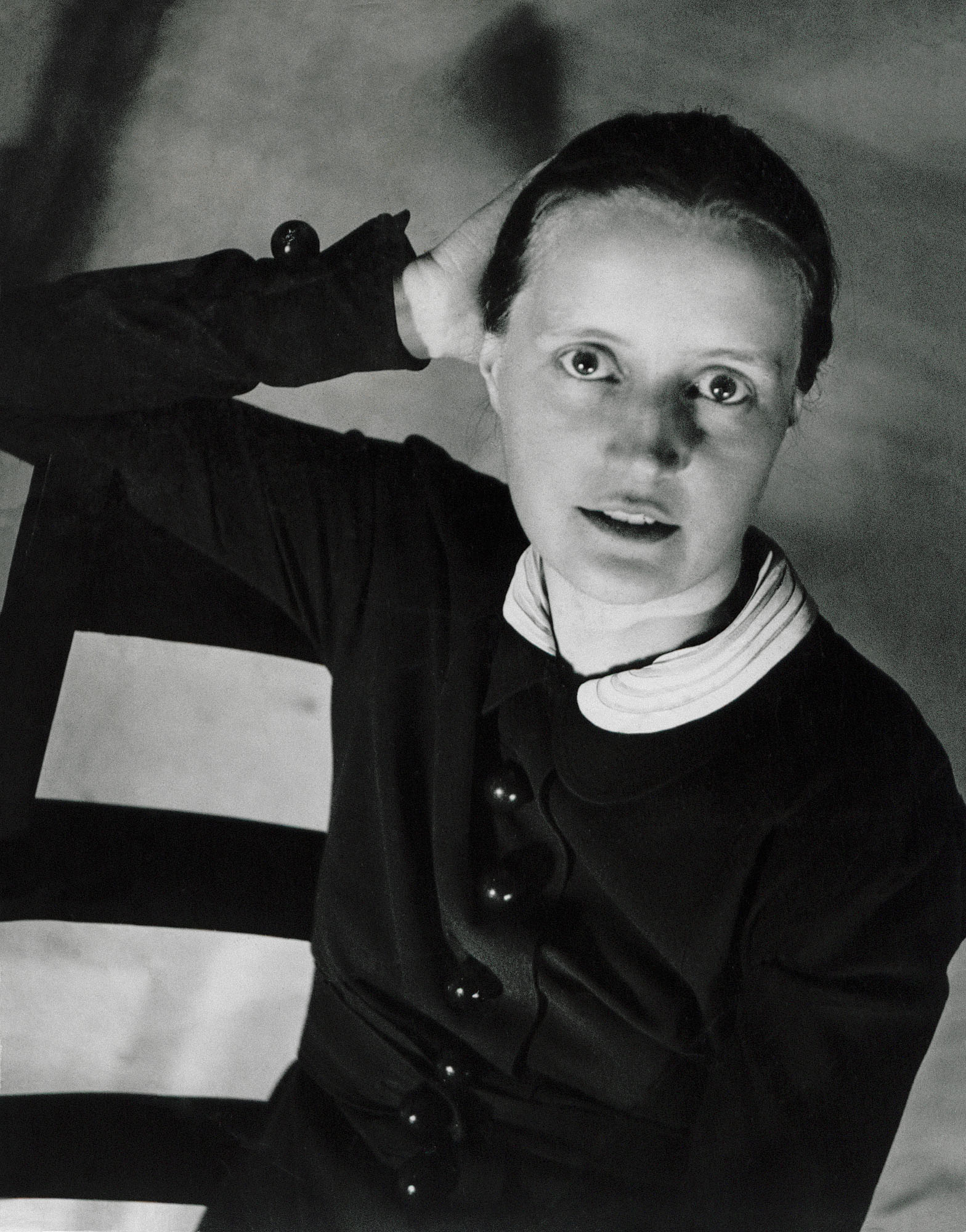
Bollhagen

Hedwig Bollhagen (Hannover, 10 november 1907 - Marwitz, 8 juni 2001) was een Duitse keramist.

## Biografie
Hedwig Bollhagen liep in 1924, na haar middelbaar, stage in een pottenbakkerij in Großalmerode. Ondertussen was ze gaststudent aan het Staatliche Kunstakademie in Kassel. Vervolgens volgde ze tussen 1925 en 1927 lessen aan de keramiekschool Fachschule Höhr-Grenzhausen alwaar Herman Harkort haar leerde kennen.
Na deze studies werkte ze  voor Herman Harkort als ontwerper en toezichter in zijn aardewerkfabrieken Steingutfabriken Velten-Vordamm te Velten. Door de Grote Depressie daalde de verkoop van keramiek en werkte ze in die jaren in verschillende firma's in Karlsruhe, Coburg, Garmisch-Partenkirchen, Berlijn en in Frechen.
In 1934 begon ze de oude keramiekfabriek in Velten in 1934 met de Duitse politicus Heinrich Schild uit te baten.

## Werk (selectie)
Hedwig Bollhagen verwierf internationale faam door haar eenvoudig, tijdloos alledaags serviesgoed, dat er in vorm en inrichting in slaagde om een informele combinatie van boerentraditie en Bauhaus-esthetiek te bereiken.
- Gieter 766 (1955), gieten met ingebouwd handvat

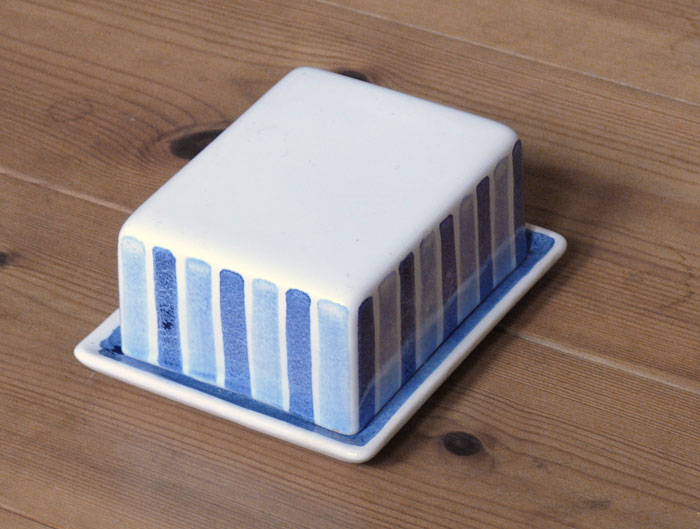
Boterpot
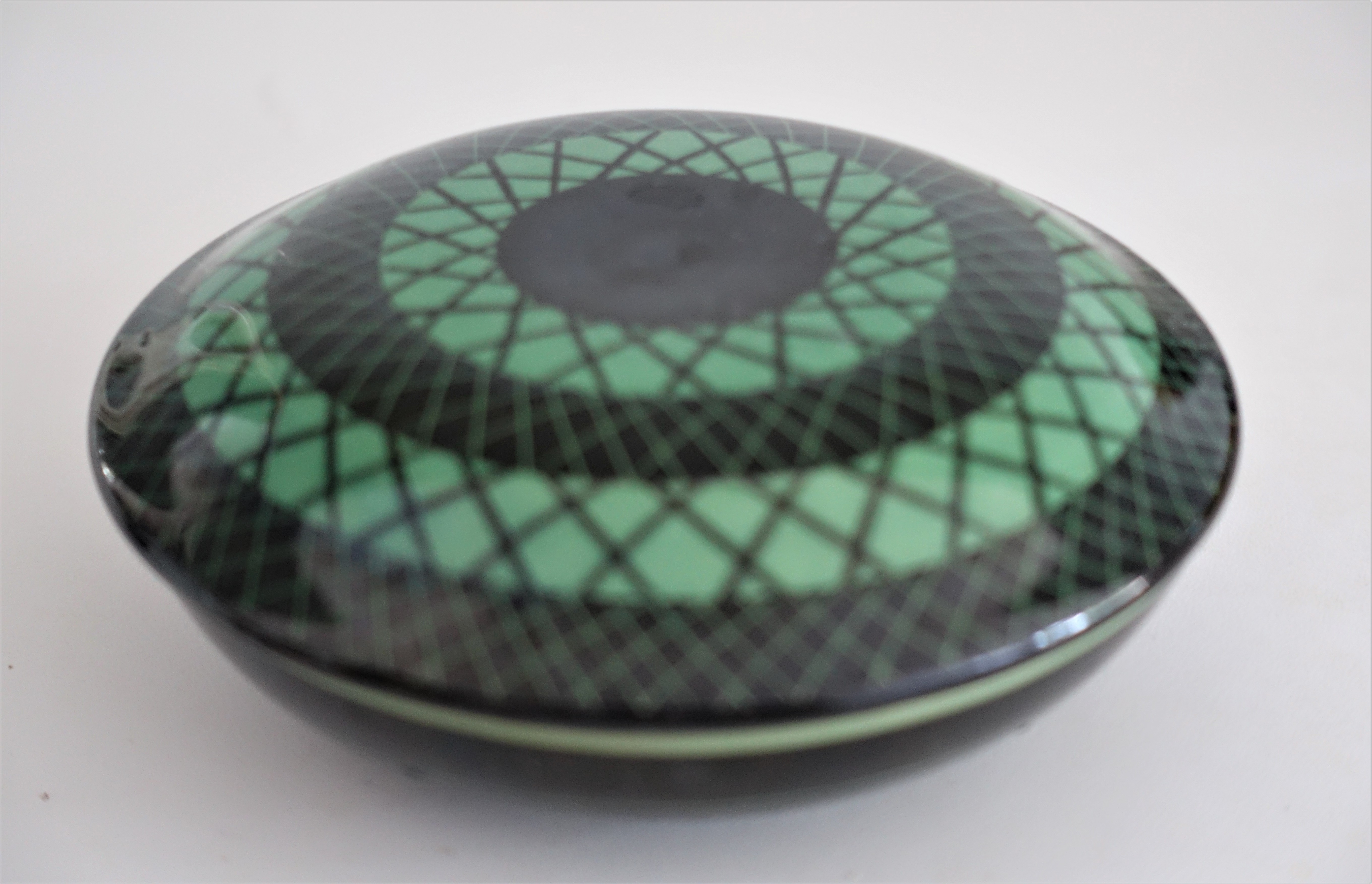
Juwelendoos

## Erkentelijkheden (selectie)
- 1937 - Gouden medaille op de Wereldtentoonstelling van 1937 te Parijs
- 1938 - Bronzen medaille op  International Craft Exhibition Berlin
- 1958 - Eervolle vermelding op Expo 58
- 1966 - Theodor-Fontane-Preis (Potsdam)
- 1985 - Gouden medaille Vaterländischer Verdienstorden
- 1996 - Verdienstorden des Landes Berlin
- 1997 - Hoogste klasse in Verdienstorden der Bundesrepublik Deutschland
- In Potsdam is een museum geopend dat aan haar werk is gewijd.
- 2002 - In Velten is een gymnasium naar haar vernoemd.
- 2009 - In Hannover draagt een straat haar naam.